# Garovaglia scariosa
Garovaglia scariosa là một loài rêu trong họ Pterobryaceae. Loài này được (Lorentz) Müll. Hal. mô tả khoa học đầu tiên năm 1895.